# Brunnberg & Forshed arkitektkontor

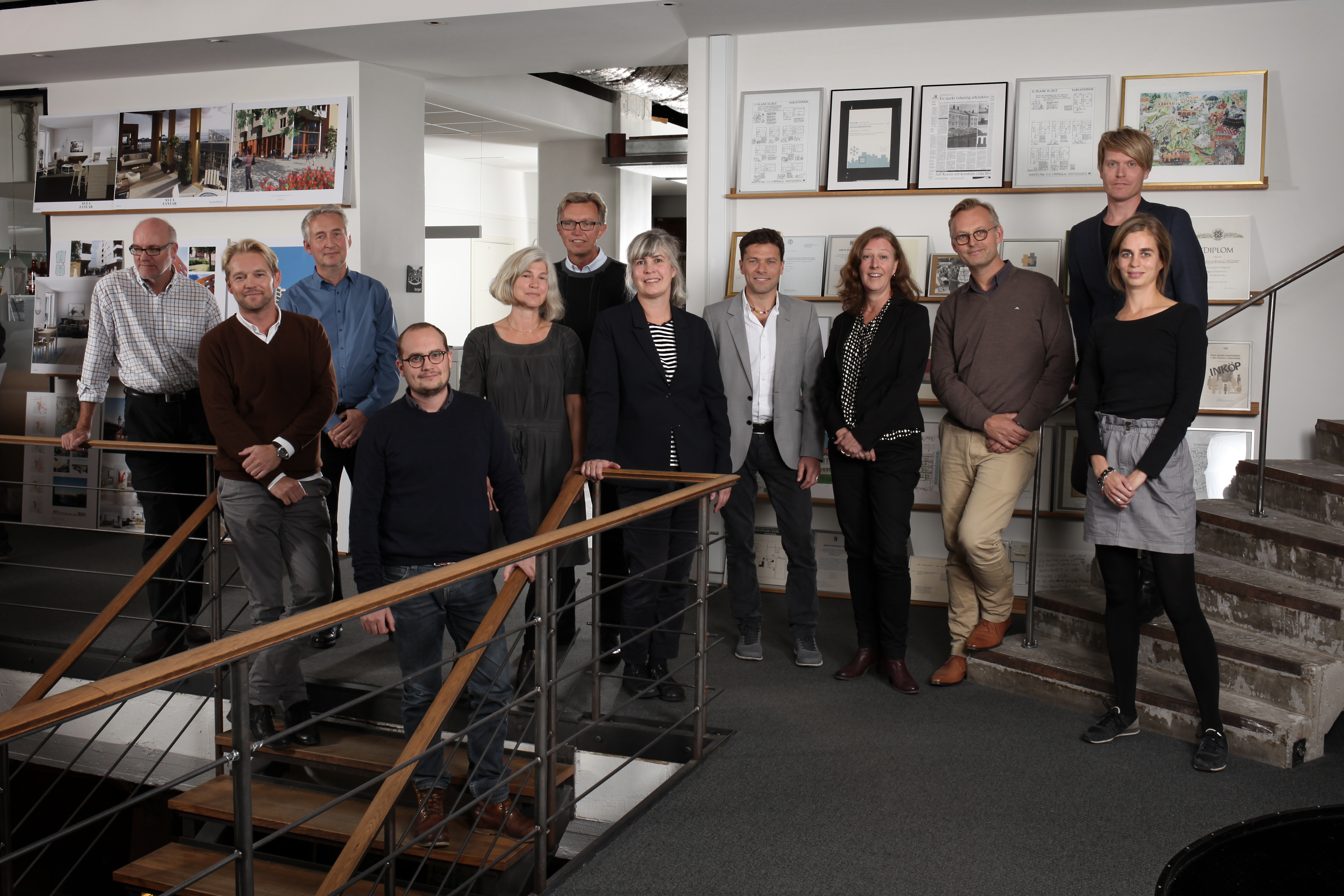
Delägargruppen 2014

Brunnberg & Forshed är ett svenskt arkitektkontor med säte i Stockholm.

## Historik
Kontoret startade 1949 som Curman & Gunnartz av Jöran Curman och Nils Gunnartz. Företaget har sitt namn efter de före detta delägarna Håkan Brunnberg och Kjell Forshed. Idag drivs företaget av en ny generation ägare där Staffan Corp, vd, och Ludmilla Larsson, vvd, är huvudägare. Kontoret har cirka 75 anställda.

## Verk i urval, bilder

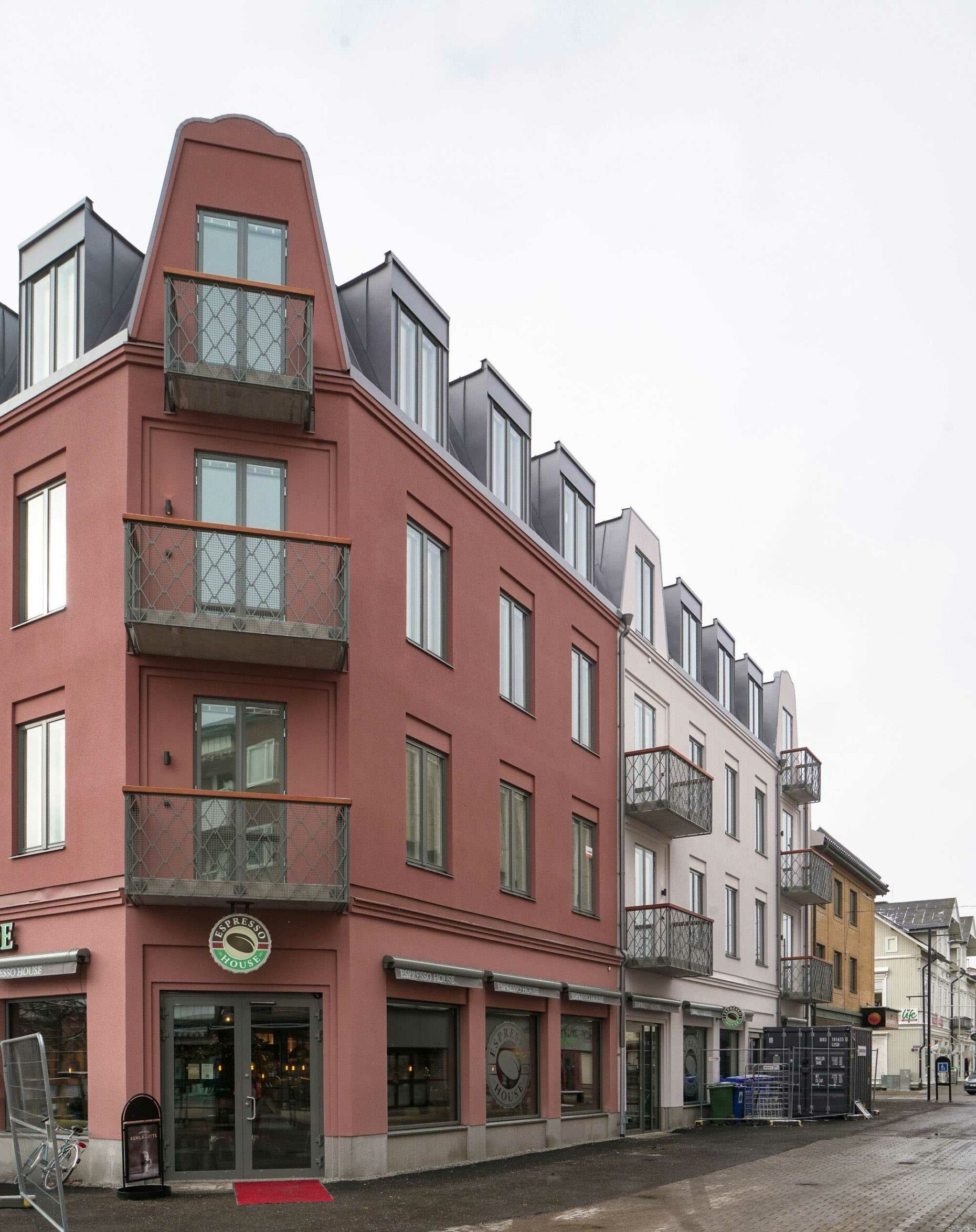
Posten 1 - Dahlinhuset, Arvika
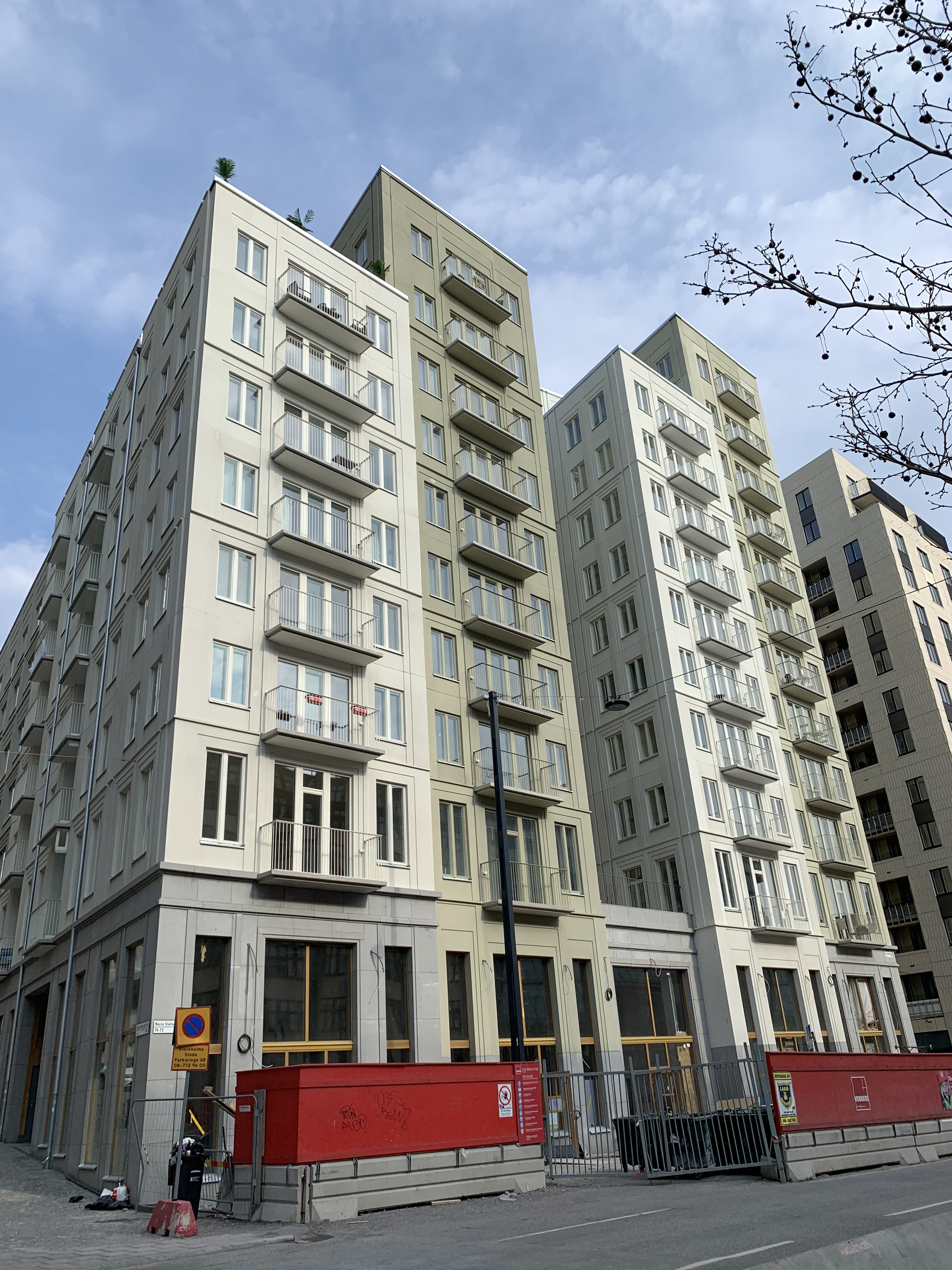
Enzymet, hagastaden
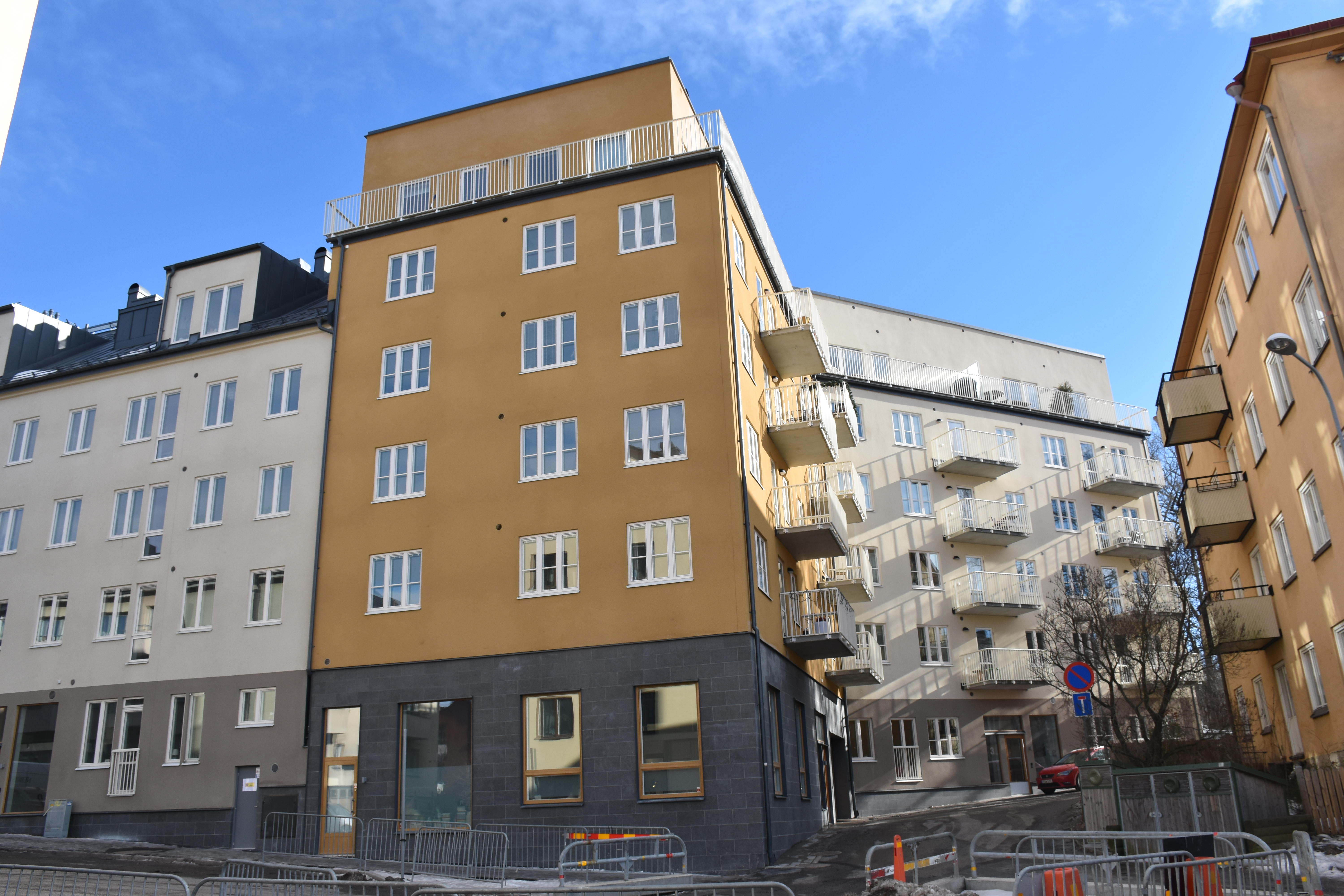
Martallen, Midsommarkransen
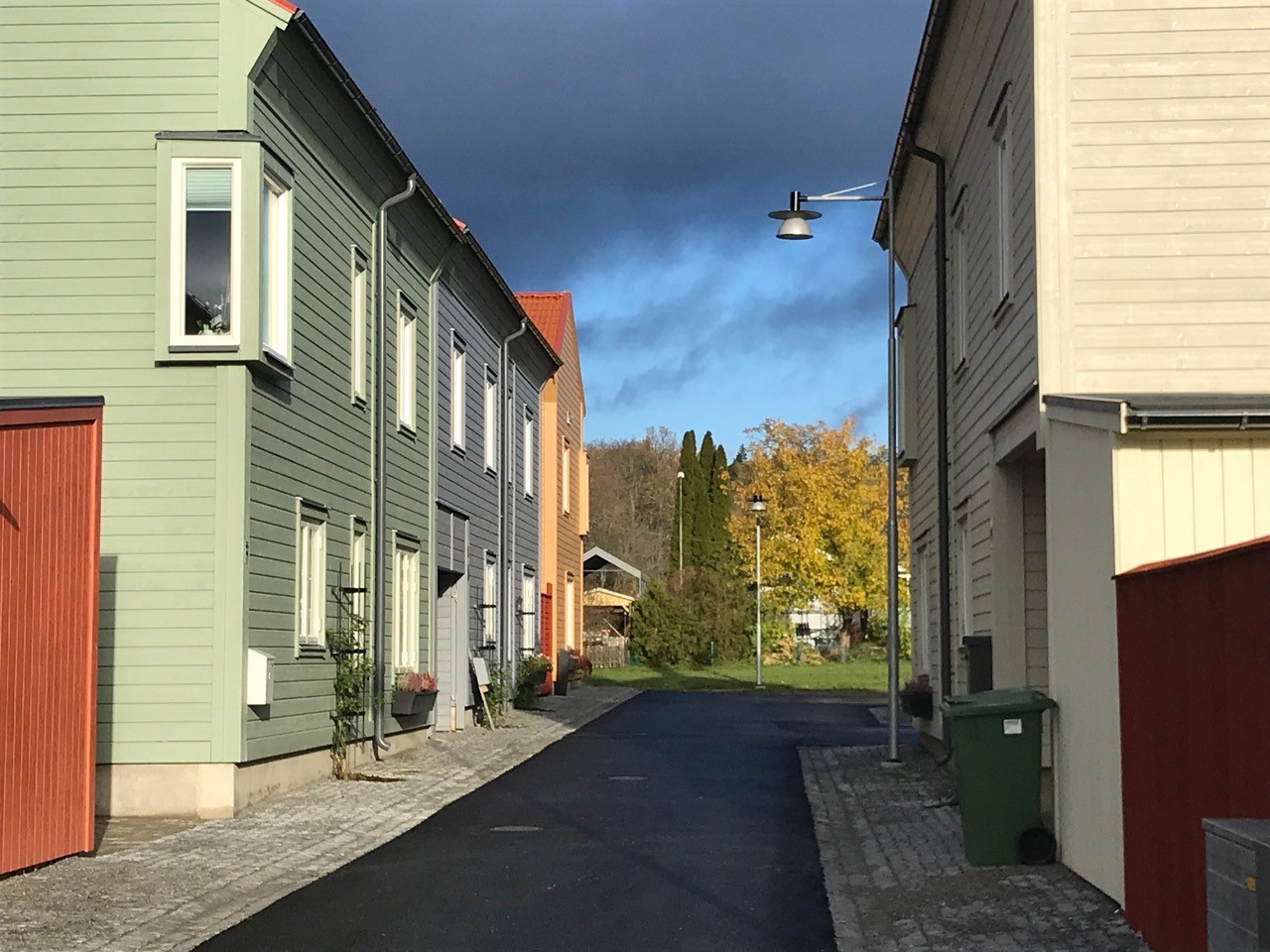
Hammarängen, Mariefred
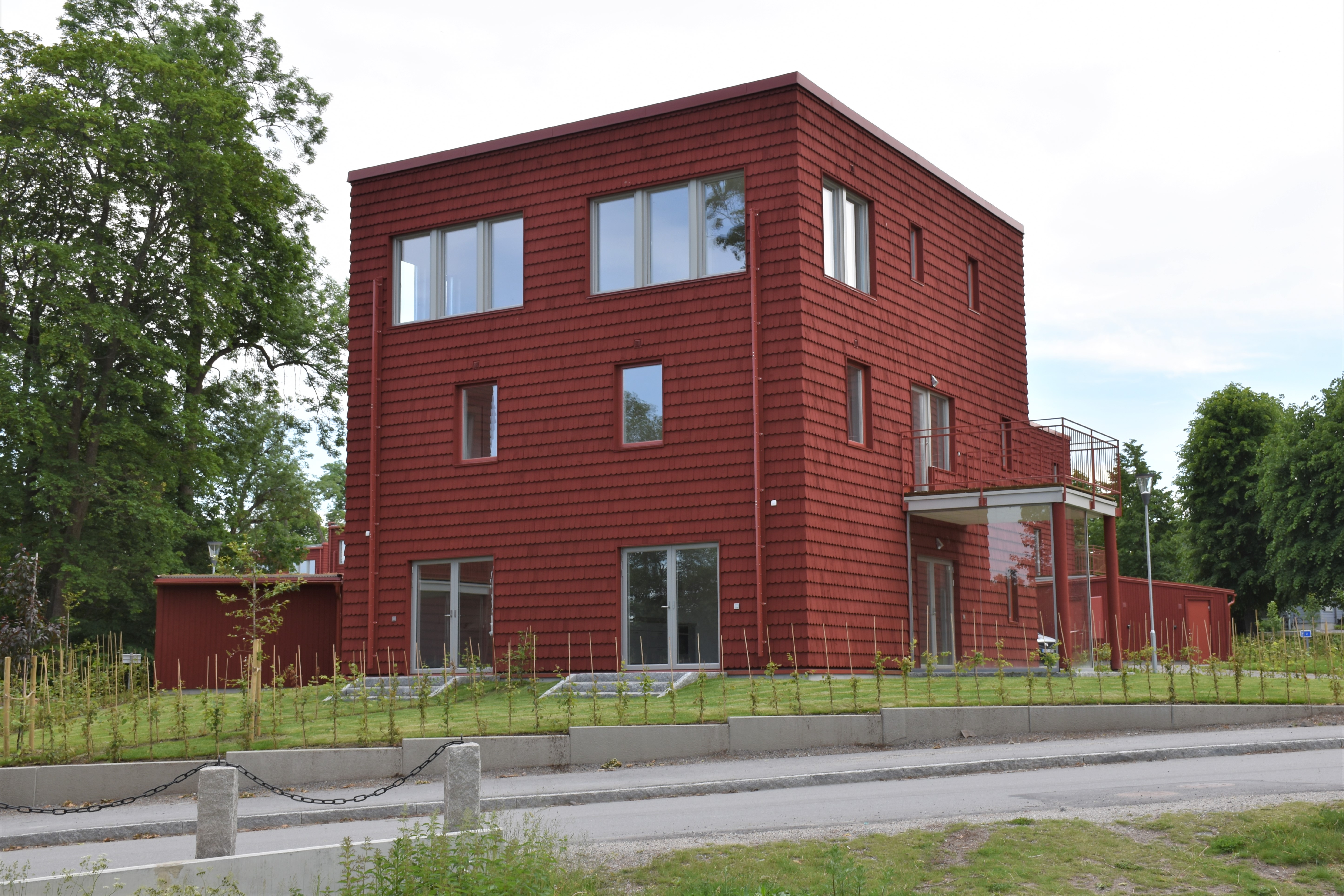
Ulfsunda Slottsvillor
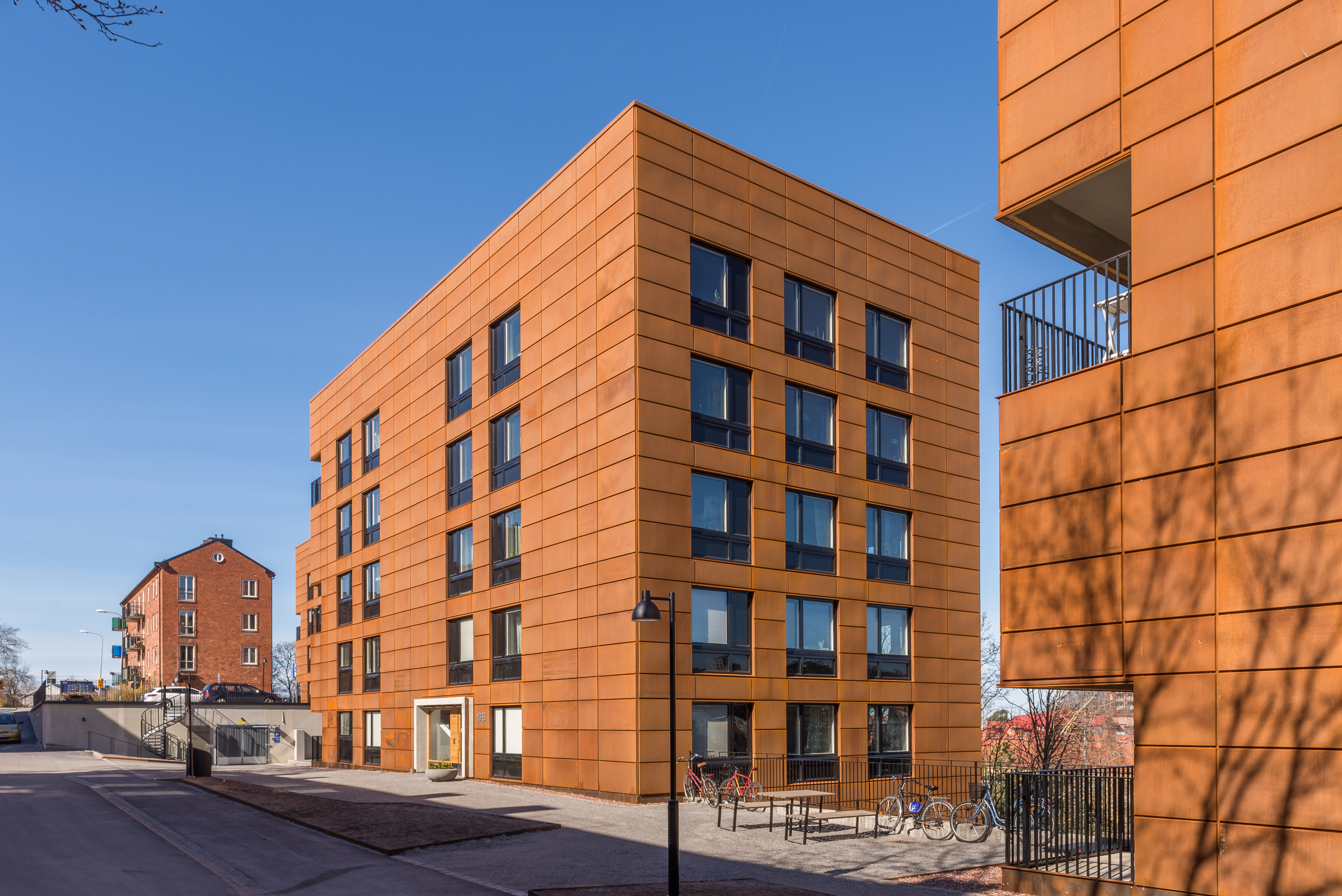
Främlingsvägen, Midsommarkransen
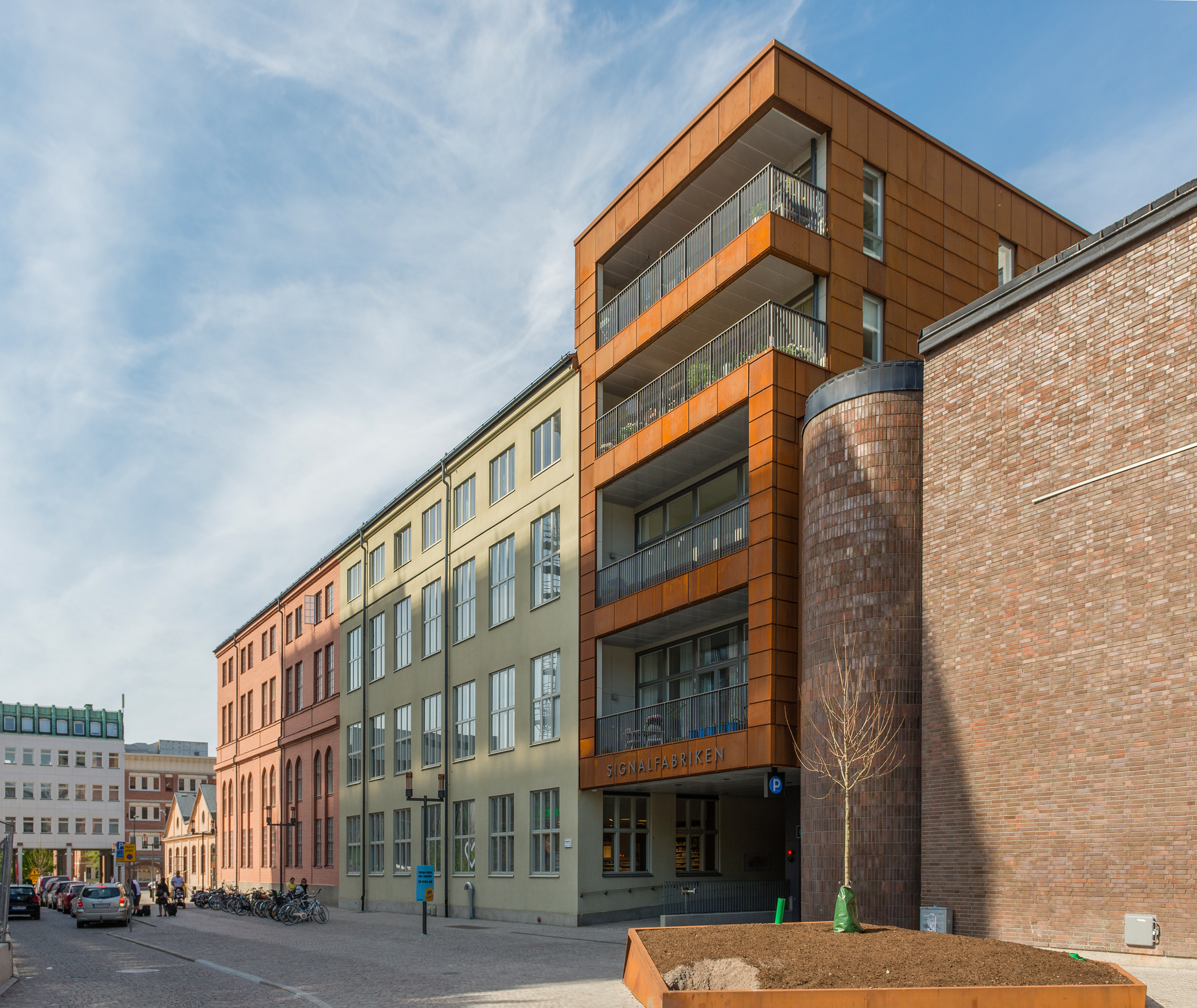
Signalfabriken
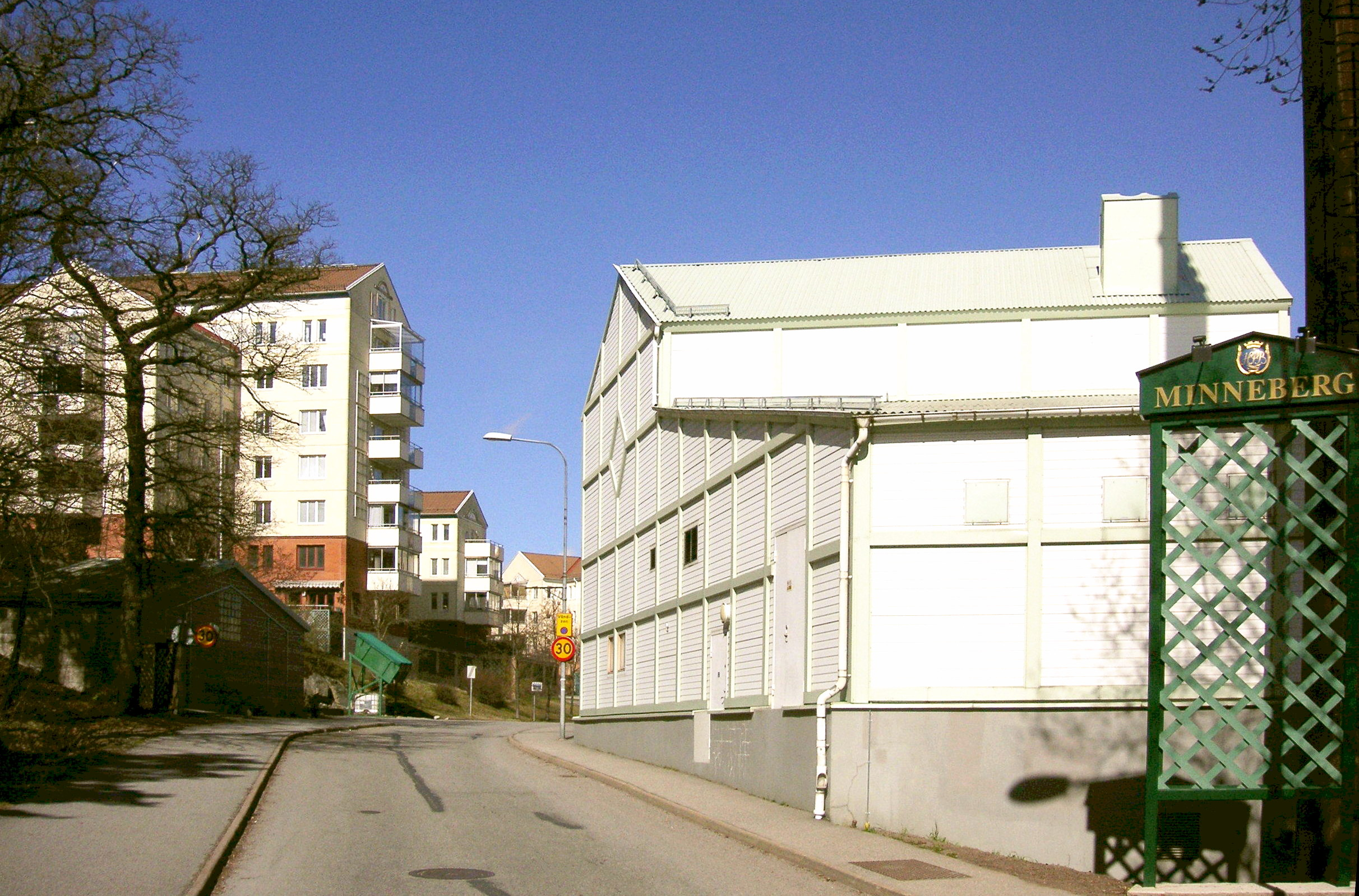
Minneberg
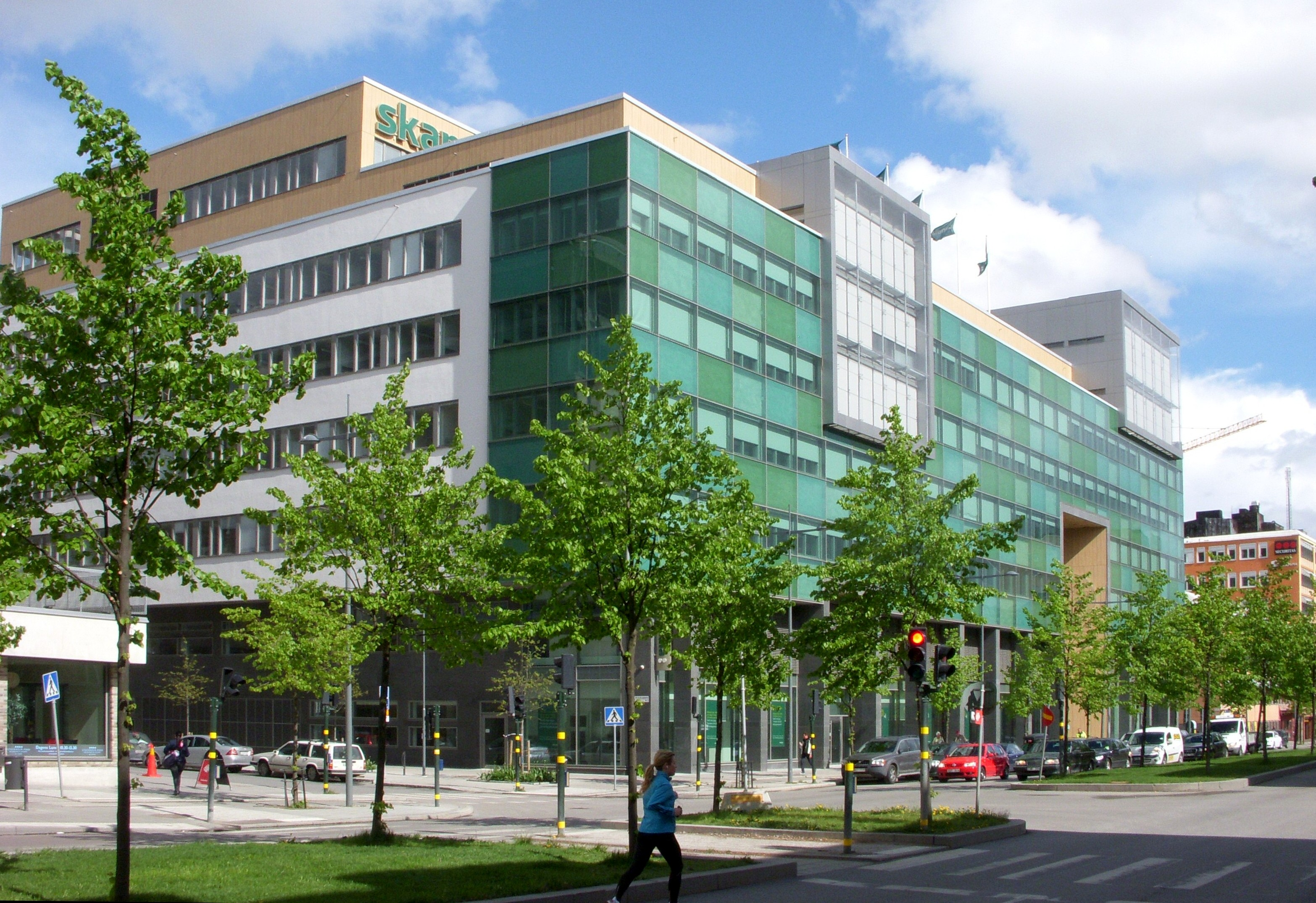
Gångaren 11
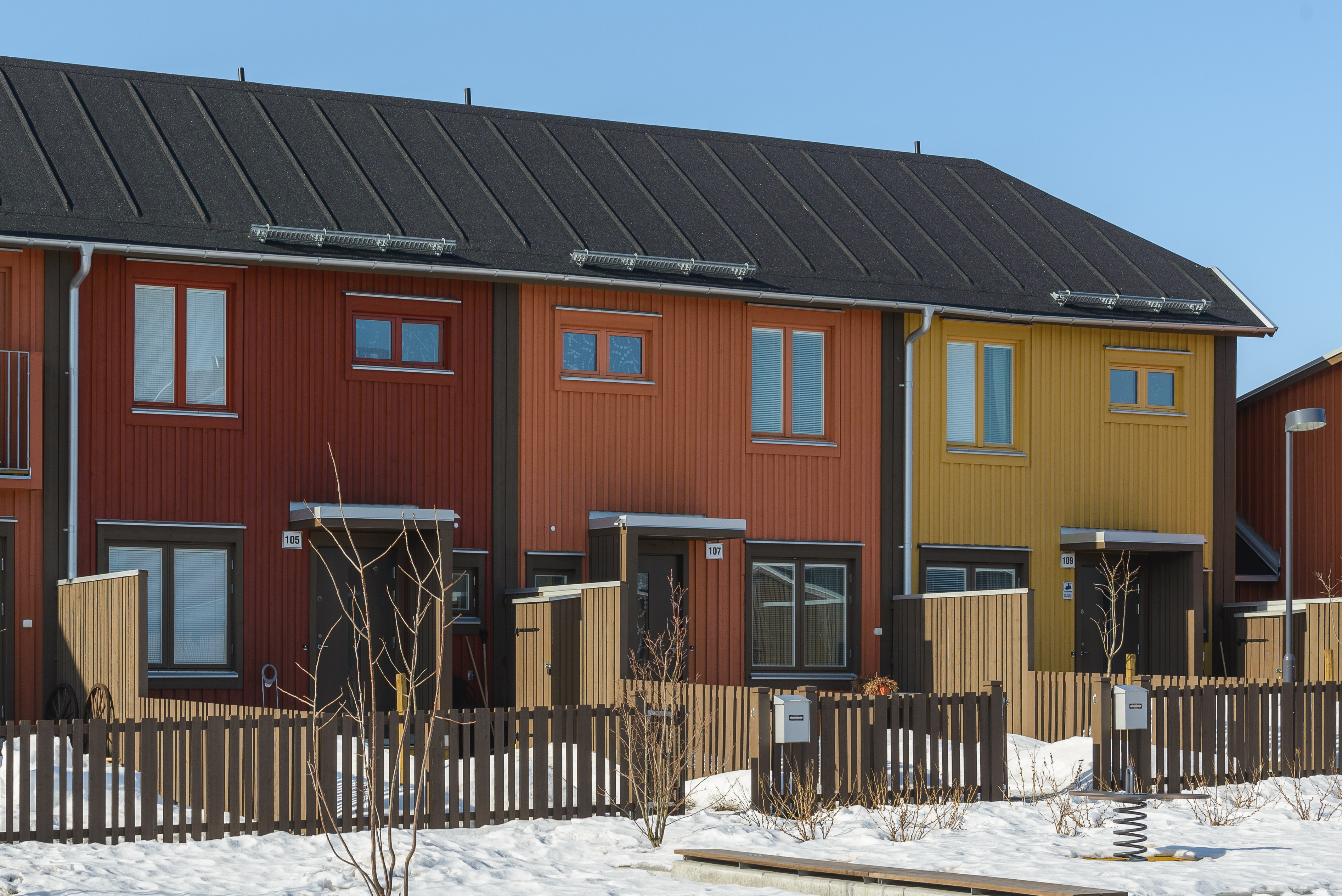
Kvarteret Randers
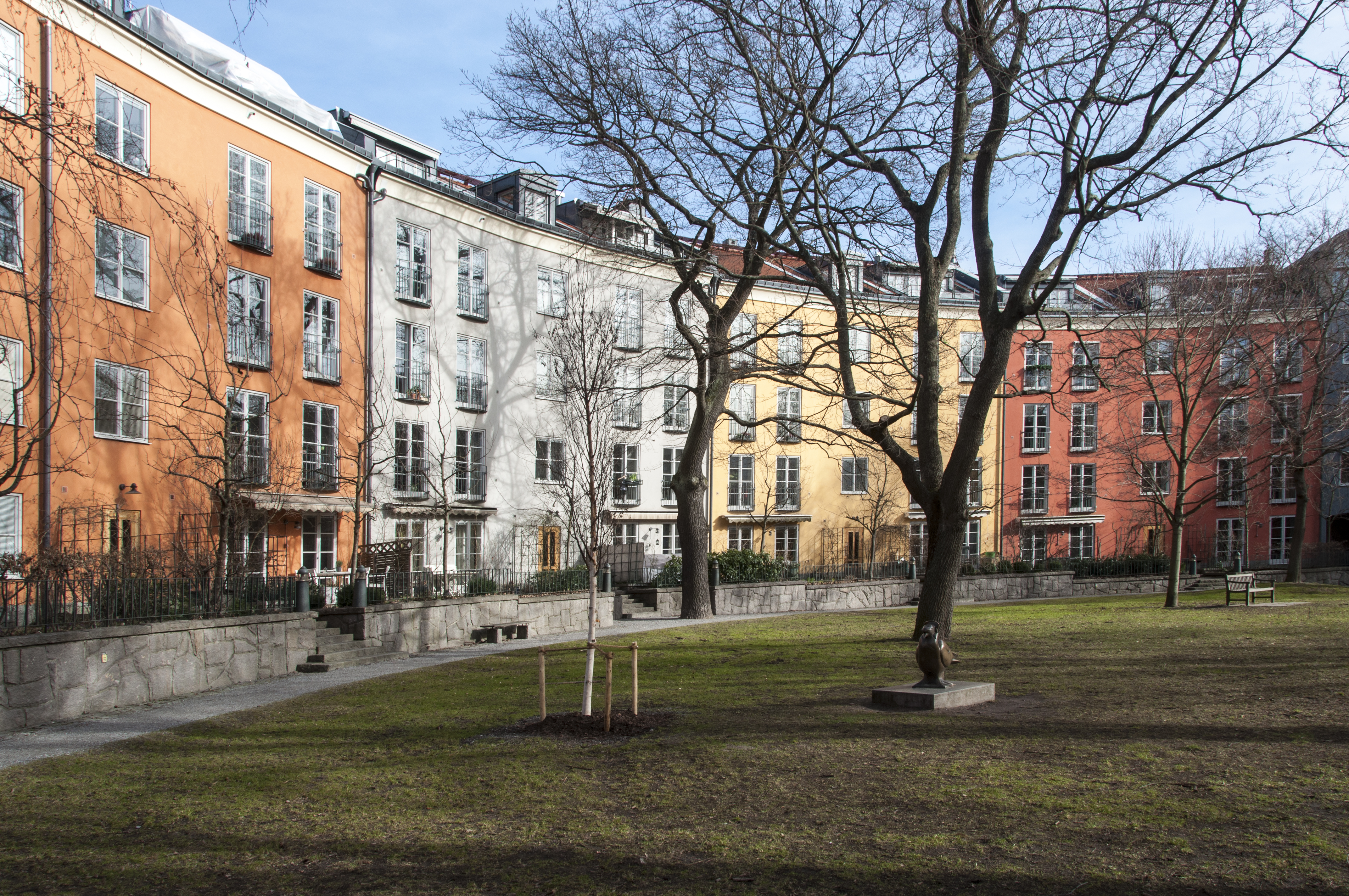
Hus kring Grubbensparken, S:t Eriksområdet
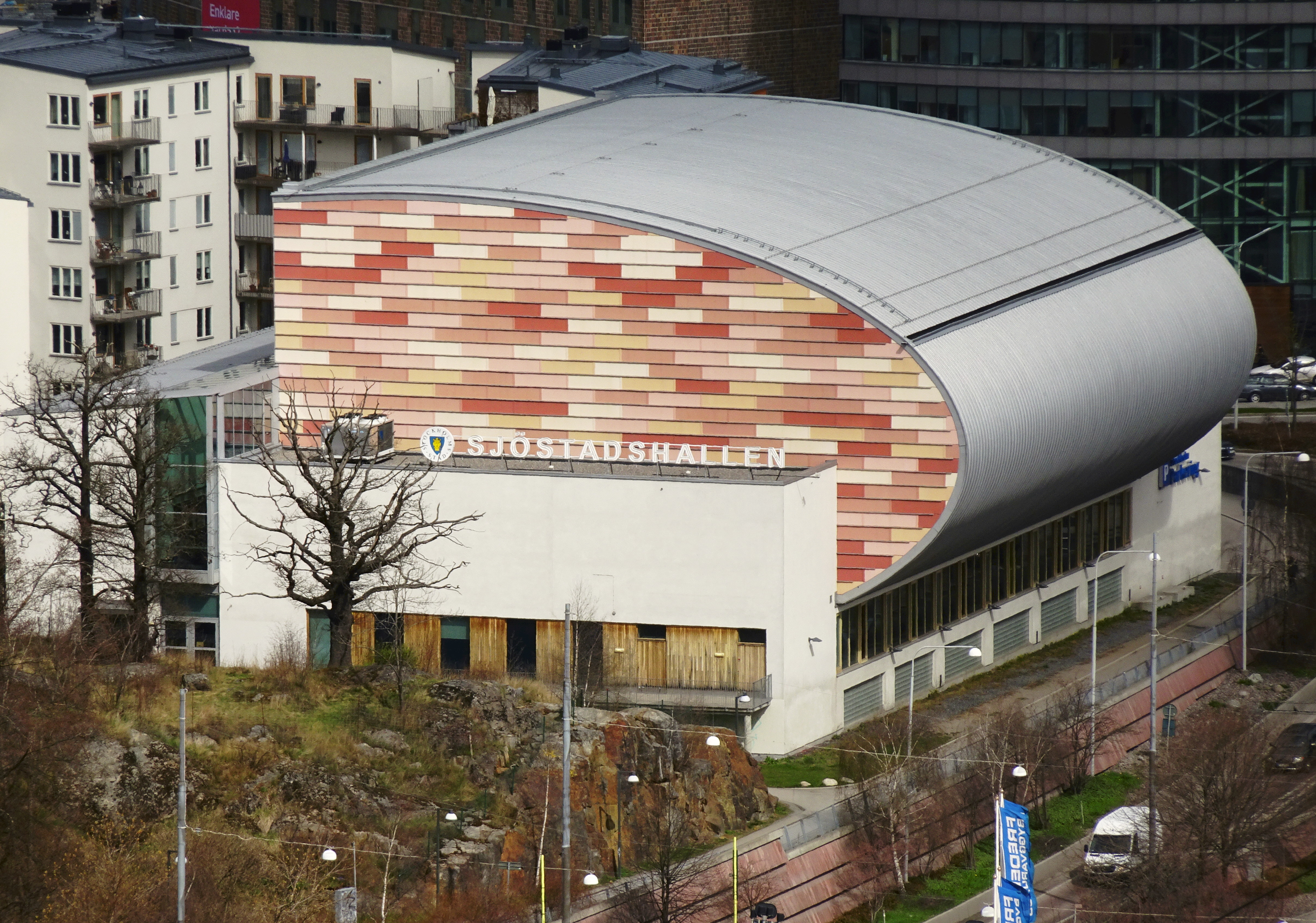
Sjöstadshallen
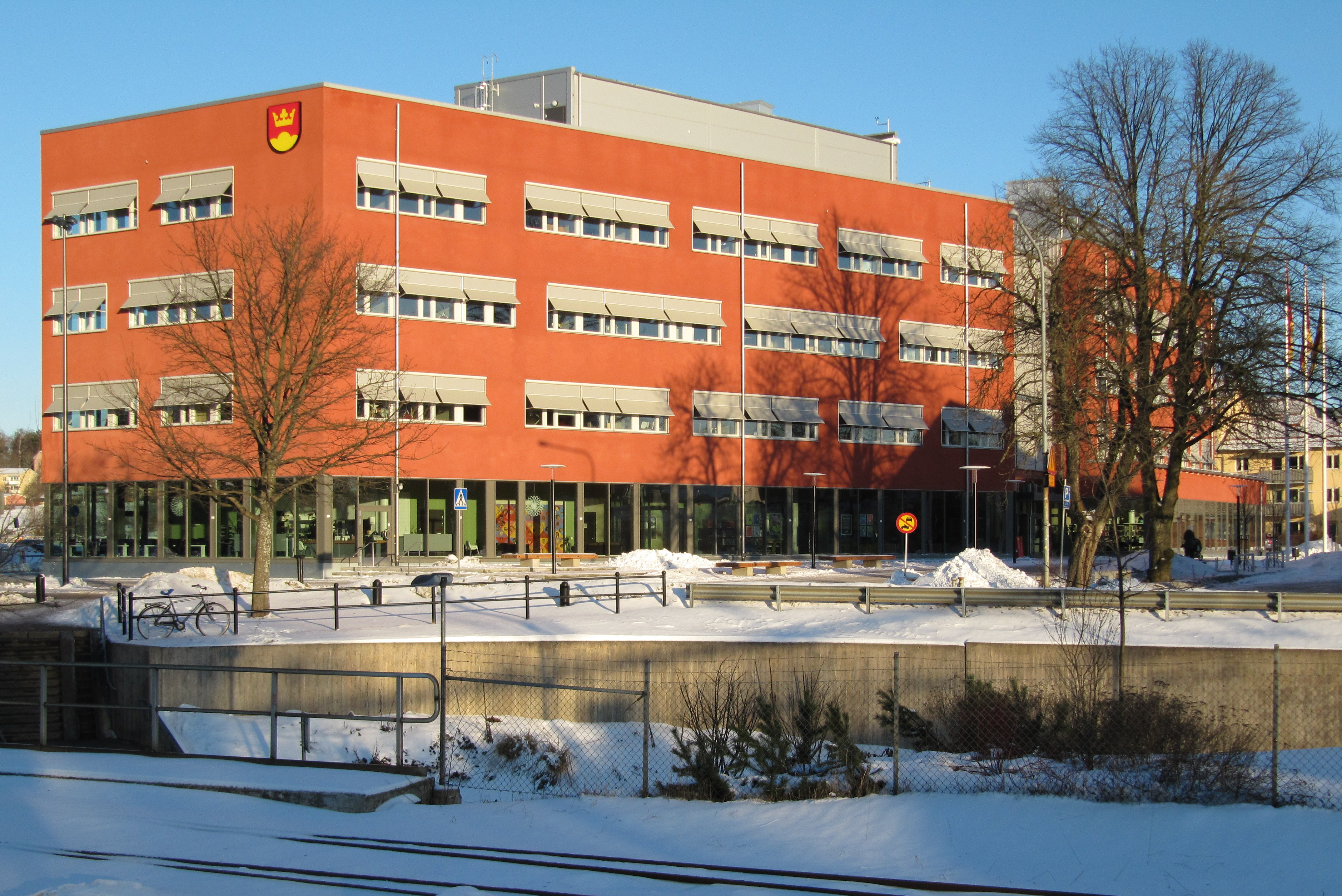
Knivsta kommunalhus

## Verk i urval
- Dahlinhuset, Posten 1 i Arvika
- Enzymet, Hagastaden, Stockholm
- Martallen, Midsommarkransen, Stockholm
- Hammarängen, Mariefred
- Ulfsunda Slottsvillor, Stockholm
- Främlingsvägen, Stockholm
- Signalfabriken, Sundbyberg
- Lomma Hamn
- Kommunhus i Knivsta
- Sjöstadhallen, Hammarby sjöstad
- Gångaren 11 i Stockholm, nominerad som en av fem finalister för Årets Stockholmsbyggnad 2011.
- Bostäder i Minneberg
- Ombyggnad av Södertelge Bryggeris byggnad för Astras huvudkontor i Södertälje
- Bostadsområdet Östra Kvarnskogen i Sollentuna[1],  belönat med 2008 års träpris från Skogsindustrierna
- Ombyggnad av Kvarteret Wahrenberg i Stockholm från parkeringshus till bostäder
- Ombyggnad av Kvarteret Randers i Kista, nominerat till Årets Stockholmsbyggnad 2013.
- Förtätning vid Främlingsvägen i Midsommarkransen,  nominerat till Årets Stockholmsbyggnad 2014.
- Nybyggnad av fastigheten Mattisborgen 1 i Annedal, Stockholm.
- Nybyggnad bostäder i S:t Eriksområdet Grubbensringen på Kungsholmen.
- Mitt i city-gallerian, Karlstad.
- Kista torn i Kista, bostadshus färdigställt 2016.
- Svea Fanfar